# Guerre romano-étrusque (311 - 308 av. J.-C.)
Pour les articles homonymes, voir Guerre romano-étrusque.
Guerres samnites
Batailles
La guerre romano-étrusque de 311 à 308 av. J.-C. oppose la République romaine à des cités étrusques ainsi qu'aux Ombriens.
Soit c'est Rome qui prend l'offensive, soit elle répond à une attaque contre une de ses colonies en terres falisques. Les Romains remportent une victoire décisive au lac Vadimon en 310 av. J.-C. et battent par ailleurs les Ombriens. Cette guerre marque le début du déclin des Étrusques. Désormais, Rome est en mesure d'intervenir dans les affaires internes des cités étrusques et l'Étrurie ne joue désormais plus qu'un rôle secondaire en Méditerranée occidentale.

## Contexte
À la suite de la première guerre samnite et de la guerre latine qui s'ensuit, Rome domine un État réunissant le Latium et une partie de la Campanie. La domination romaine va des terres au nord autour de Véies jusqu'à Cumes et Capoue au sud. Rome possède deux colonies sur les terres falisques, Sutrium et Nepete.
Rome est au contact de la cité étrusque de Caeré, son alliée depuis près d'un siècle malgré un différend au milieu du IVe siècle av. J.-C., lors d'un conflit face à Tarquinia et aux Falisques de Faléries,. En effet, une nouvelle invasion gauloise ainsi que le réveil de Syracuse, vieille ennemie des Étrusques, rapprochent à nouveau Rome des Étrusques vers 350.
La République romaine est entrée en conflit contre la confédération samnite, jusque-là son alliée au sud. La première partie de la guerre se termine par le désastre romain des Fourches Caudines en 321 av. J.-C. La guerre reprend très rapidement, et il s'ensuit une série de revers de part et d'autre, dont une lourde défaite romaine en 315 av. J.-C. à la bataille de Lautulae qui voit les Samnites couper la Campanie du Latium. Cependant, entre 314 et 312 av. J.-C., Rome reprend le dessus et le contrôle de la Campanie et de la vallée de la Liris, entreprenant même la construction d'une voie romaine entre Rome et Capoue, la via Appia.
La trêve de quarante années entre Rome et Tarquinia de 351 prend fin en l'an 311,.

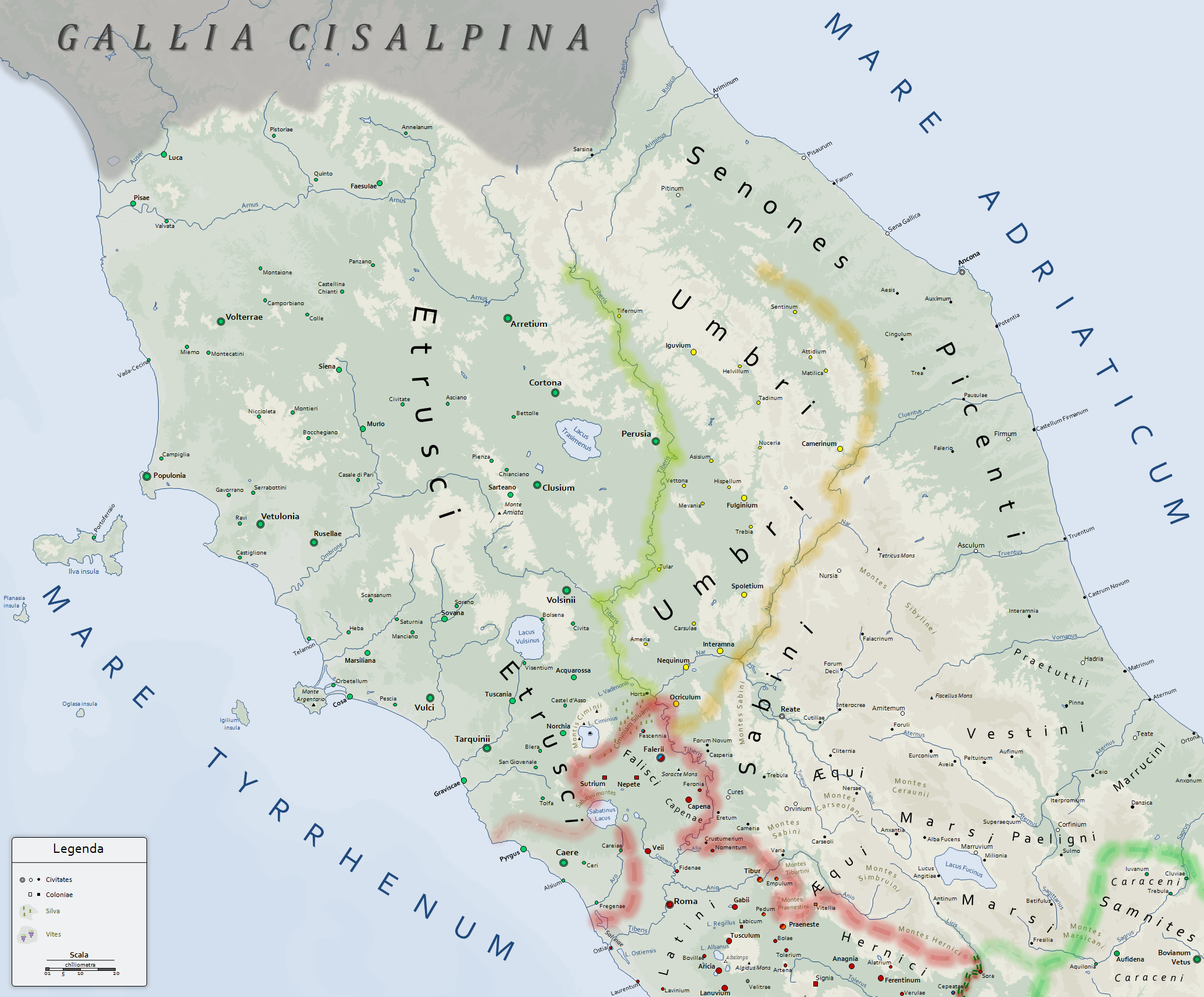
Carte de l'Étrurie, de l'Ombrie et du Picenum à la fin du.
Légende des couleurs des cités et des colonies :
Légende des couleurs des limites :

- Étrusques
- Ombriens
- Falisques ayant le statut d'alliés de Rome
- Romains
- Samnites (Caracéniens)
- Peuples neutres : Sénons, Picéniens, Prétutiens, Sabins, Èques,

                                      Vestins, Marses, Péligniens et Marrucins

- Frontière entre l'Étrurie et l'Ombrie
- Limites approximatives entre l'Ombrie et les tribus italiques à l'est et au sud
- Limites approximatives des terres sous domination romaine
- Limites approximatives des terres sous domination samnite
- Limite approximative des sphères d'influence romaine et samnite à la suite du traité de 354[N 1]

## La guerre romano-étrusque

### Le déclenchement

#### Le récit des auteurs antiques

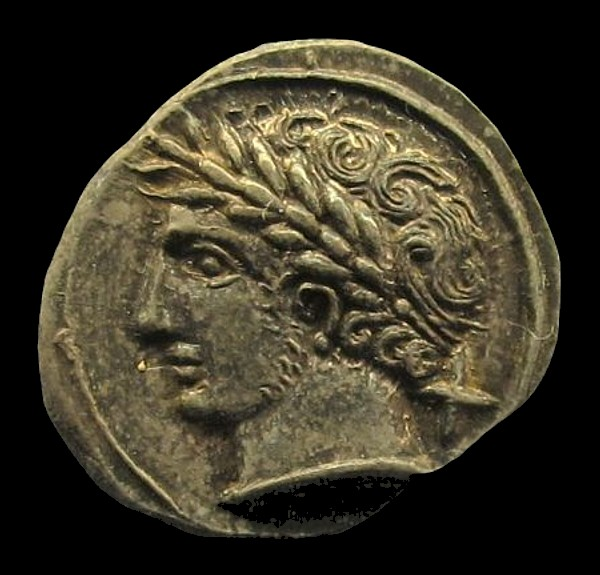
Drachme étrusque, 350-280 av. J.-C.

Selon les historiens romains, et notamment Tite-Live, la guerre commence par l'attaque de toutes les cités étrusques, à l'exception d'Arezzo,,, contre la colonie de Sutrium en 311.
Cette dernière a été le théâtre de plusieurs conflits dans la première partie du IVe siècle av. J.-C. et semble représenter pour les Étrusques la clé de la route de Rome. Cette colonie, avec sa voisine Nepete, a en effet une grande importance stratégique. Les Étrusques tentent de profiter des difficultés romaines contre les Samnites,.

#### L'analyse des historiens modernes
Certains historiens modernes tempèrent les propos des sources antiques. Selon Dominique Briquel, Caeré reste fidèle à l'alliance romaine et Tarquinia ne participe probablement pas à la guerre. Selon lui, il est probable que seuls Volsinies et les Falisques de Faléries, sur le cours du Tibre, soient concernés par l'attaque de 311. D'autres cités comme Pérouse, Cortone et Arezzo ont peut-être participé.
Concernant l'attaquant, Dominique Briquel penche plutôt pour Rome. Au moment du début de la guerre romano-étrusque, Rome a repris la situation en main et contrôle à nouveau ses terres ainsi que l'intégralité de la vallée de la Liris jusque-là partagée avec les Samnites. Ainsi, il est plus probable pour lui que ce soit Rome qui prenne l'offensive contre les Étrusques.
Jean-Marc Irollo, quant à lui, est plus proche du récit de Tite-Live et fait bien des Étrusques, et notamment de Tarquinia dont la trêve avec Rome prend fin la première année de la guerre, le responsable de l'attaque sur Sutrium en 311 et donc de la guerre.

### Les victoires romaines

#### Le récit des auteurs antiques
Selon Tite-Live, le consul Quintus Æmilius Barbula remporte une victoire devant Sutrium. Les Étrusques ont combattu jusqu'au bout malgré des pertes importantes et c'est la tombée de la nuit qui laisse des soldats étrusques survivants. Le consul triomphe sur les Étrusques le 13 août.
L'année suivante, le consul Quintus Fabius Maximus Rullianus met les Étrusques en déroute, toujours près de Sutrium. Il lance ensuite une offensive audacieuse au cœur de l'Étrurie, pour la première fois de l'histoire romaine,,, à travers l'impénétrable forêt ciminienne jugée comme étant un défilé infranchissable et sauvage. Il s'agit du massif du mont Viterbe qui marque alors la frontière entre l'Étrurie indépendante et les cités soumises par Rome.
| Lac Vadimon                  |
| Localisation du lac Vadimon. |
| Lac Vadimon                  |

Devenu proconsul, Fabius Maximus vainc les Étrusques qui laissent, selon Tite-Live, 60 000 morts, probablement à la sortie de la forêt du côté de Pérouse (cependant, une distance de plus de 80 kilomètres sépare la forêt de la cité de Pérouse). Une trêve de 30 années est ratifiée avec Pérouse, Cortone et Arezzo. Les Romains battent ensuite les Étrusques au lac Vadimon (situé tout proche de la forêt). Selon Tite-Live, « cette bataille porte le premier coup à la puissance étrusque, bâtie sur de longues années de prospérité. Les meilleurs éléments de l'armée étrusque trouvent la mort ». Le proconsul vainc les restes de l'armée étrusque près de Pérouse, qui a rompu la trêve. La cité se soumet. Quintus Fabius Maximus Rullianus triomphe sur les Étrusques le 13 novembre.
Certaines tribus ombriennes, se sentant en danger devant cette intrusion romaine au nord, entrent en guerre. Elles sont vaincues.
En 308, le consul Publius Decius Mus contraint les Tarquiniens à une trêve de 40 ans contre des indemnités. Il s'empare de bourgs fortifiés sur le territoire de Volsinies. Une trêve d'un an est ensuite accordée à toute la nation étrusque contre une nouvelle indemnité, selon Tite-Live.
La même année, les Ombriens qui ont souffert du passage de l'armée romaine sur leur territoire, entrent en guerre. Ils ont pour but de marcher sur Rome. Decius Mus quitte l'Étrurie et s'installe entre Rome et Gabies tandis que son collègue Fabius Maximus, alors dans le Samnium, remonte à Mevania, dans le sud de l'Ombrie. Il vainc les Ombriens et selon les dires de Tite-Live, « les jours suivants, toute l'Ombrie se rend ; seuls les Ocriculans reçoivent une promesse d'alliance ».

#### L'analyse des historiens modernes
La traversée de la forêt ciminienne est jugée véridique par tous les historiens modernes,.
La bataille à la sortie de la forêt, où Tite-Live rapporte la mort de 60 000 Étrusques, n'apparaît pas dans les résumés modernes, d'autant que l'auteur antique situe cette bataille près de Pérouse, située bien trop au nord (à plus de 80 kilomètres). Celle du lac Vadimon est par contre jugée historique,, ce lac étant situé près du Tibre aux abords de la forêt ciminienne (à moins de 10 kilomètres).

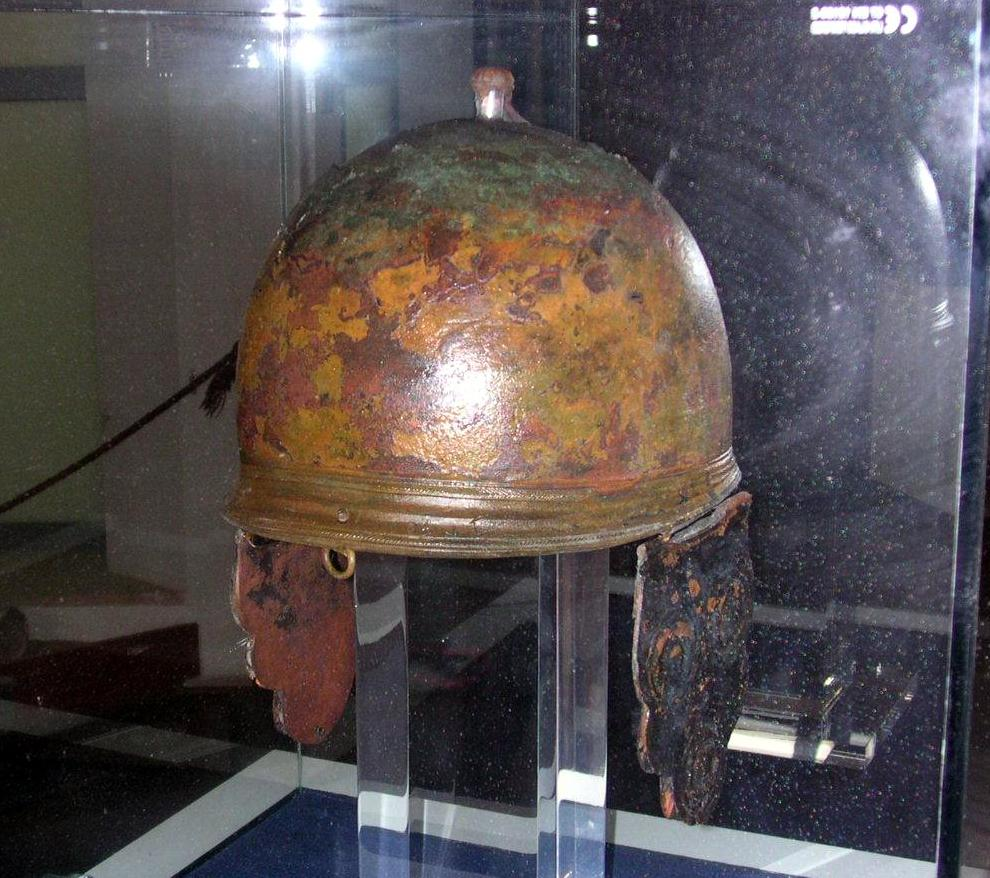
Casque étrusque à calotte et bouton central, IVe siècle.

Clusium entretient des rapports d'amitié avec Rome depuis deux siècles et est une des bases de la pénétration romaine en Étrurie lors de cette guerre.
Le fait que Pérouse ait rompu la trêve est discuté, et le fait que Tarquinia renouvelle la trêve de quarante en 308 est interprété différemment par les historiens modernes : soit il s'agit d'un simple renouvellement, soit la cité étrusque est contrainte par Rome de ratifier un nouveau traité aux conditions plus dures.
Pour la fin de la guerre, les historiens modernes résument en signalant que Rome vainc toutes les cités étrusques qui la combattent, et, qu'en 308, les dernières résistances étrusques sont vaincues. Les Ombriens sont aussi vaincus.

### Des troubles sociaux chez les Étrusques
Cette guerre marque le début du déclin des Étrusques. Ces derniers sont désunis, et des conflits éclatent même au sein de chaque cité. À l'instar des cités campaniennes telles que Capoue en 343 et Naples en 327, Rome trouve sur place des alliés parmi l'aristocratie qui doit faire face aux éléments populaires. Ainsi, les nobles étrusques n'hésitent pas à se tourner vers Rome pour se maintenir au pouvoir.
En 302, à Arezzo, la plèbe locale tente de chasser la puissante famille étrusque des Cilnii qui dirige la ville. Ces derniers font appel à Rome et non à une autre cité étrusque pour se maintenir au pouvoir. Désormais, seule Rome est en mesure d'intervenir dans les affaires internes des cités étrusques,. L'Étrurie joue dorénavant un second rôle en Italie.

## Les suites de la guerre
Rome l'emporte finalement sur les Samnites en 305 grâce à un raid audacieux au cœur du Samnium qui décide ces derniers à la paix en 304. Rome en sort renforcée, gagnant le contrôle de toute la vallée de la Liris ainsi que des alliés tout autour des Samnites. Rome profite de la trêve pour se renforcer et faire face aux Samnites, mais aussi aux Étrusques dès 302 et aux Ombriens en 299 puis aux Gaulois durant la troisième guerre samnite.
Rome domine ou annexe tous les peuples italiques du centre de la péninsule puis toute l’Italie ancienne de l'Étrurie au nord, avec la lente conquête romaine de l'Étrurie qui se termine en 264, au Calabre et Bruttium au sud, à la suite de la guerre pyrrhique, la prise de Tarente en 272 et la mise au pas de Rhêgion en 270.